# Синайські й Раїтські Преподобні Отці

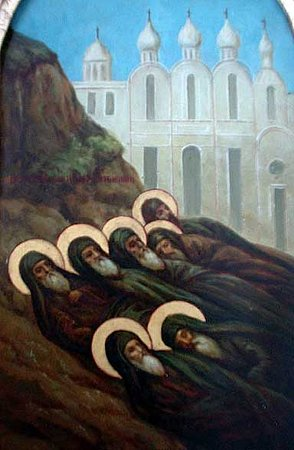
Святі Синайські й Раїтські Отці

Синайські й Раїтські Отці († 371) — 38 древньо-хритстиянських святих і ченців-мучеників з гори Синай та пустелі Раїта в Єгипті, а саме Ісая, Сава, Мойсей і ученик його Мойсей, Єремія, Павло, Адам, Сергій, Домн, Прокл, Іпатій, Ісаак, Макарій, Марк, Веніямин, Євсевій, Ілія та інші з ними.
371 року на монахів, які жили поблизу гори Синай, напала ватага сарацинів. Не знайшовши золота, вони вбили 38 Божих угодників. Тільки два монахи залишились живими, однак, один від важких ран помер наступної ночі, а другий, який просив Бога не залишати його живим, на четвертий день відійшов до Господа по вічну нагороду. 
Того самого дня інша ватага сарацинів напала на чернечу обитель в пустелі Раїті, яка знаходилася неподалік Синайського монастиря. Бандити вбили старенького монаха Єремію, який не хотів сказати їм, хто є настоятелем монастиря. Довідавшись про це, ігумен Павло вийшов до напасників і сказав: "Я є той, за ким шукаєте". Сарацини почали стріляти в нього з луків, а вкінці розрубали мечем голову. Потім вони вбігли до церкви і вбили 38 ченців, які мужньо з іменем Ісуса Христа на устах прийняли смерть. 
- Пам'ять — 14 січня.

## Джерело
- Рубрика Покуття. Календар і життя святих.[недоступне посилання з липня 2019] (дозвіл отримано 9.01.2007)